# Urjala
Urjala est une municipalité du sud-ouest de la Finlande. Elle se situe dans la région du Pirkanmaa.

## Géographie
La municipalité, bien que de taille modeste, marque une nette transition entre le Satakunta et la Finlande du Sud-Ouest très agricoles d'une part, et d'autre part le Häme et le Pirkanmaa couverts de forêts, de lacs, et au relief plus marqué. Les lacs font leur apparition et la proximité des grandes villes fait qu'on y trouve un nombre significatif de maisons de vacances (1 600).
On y trouve la plus ancienne verrerie de Finlande, au village de Nuutajärvi.
Urjala est bordée par les municipalités de Punkalaidun à l'ouest, Vammala au nord-ouest, Vesilahti au nord, Kylmäkoski au nord-est, et côté Kanta-Häme par Kalvola à l'est, Tammela, Forssa et Humppila au sud.
Urjala est sur la route nationale 9.

## Démographie
Depuis 1980, l'évolution démographique d'Urjala est la suivante, :
| Année      | 1980  | 1985  | 1990  | 1995  | 2000  | 2005  | 2010  | 2015  |
| ---------- | ----- | ----- | ----- | ----- | ----- | ----- | ----- | ----- |
| population | 6 458 | 6 274 | 6 129 | 5 895 | 5 703 | 5 565 | 5 335 | 4 964 |

## Personnalités liées à Urjala
- Väinö Linna[5]
- Atte Pakkanen
- Antti Eskola
- Hampus Furuhjelm
- Väinö Linna
- Jouko Norén
- Kerttu Nurminen
- Astrid Reponen-Juvas
- Ilmari Saarinen
- Aukusti Uotila
- Oskar Uotila
- In The Mood
- Mummi Kutoo

## Galerie

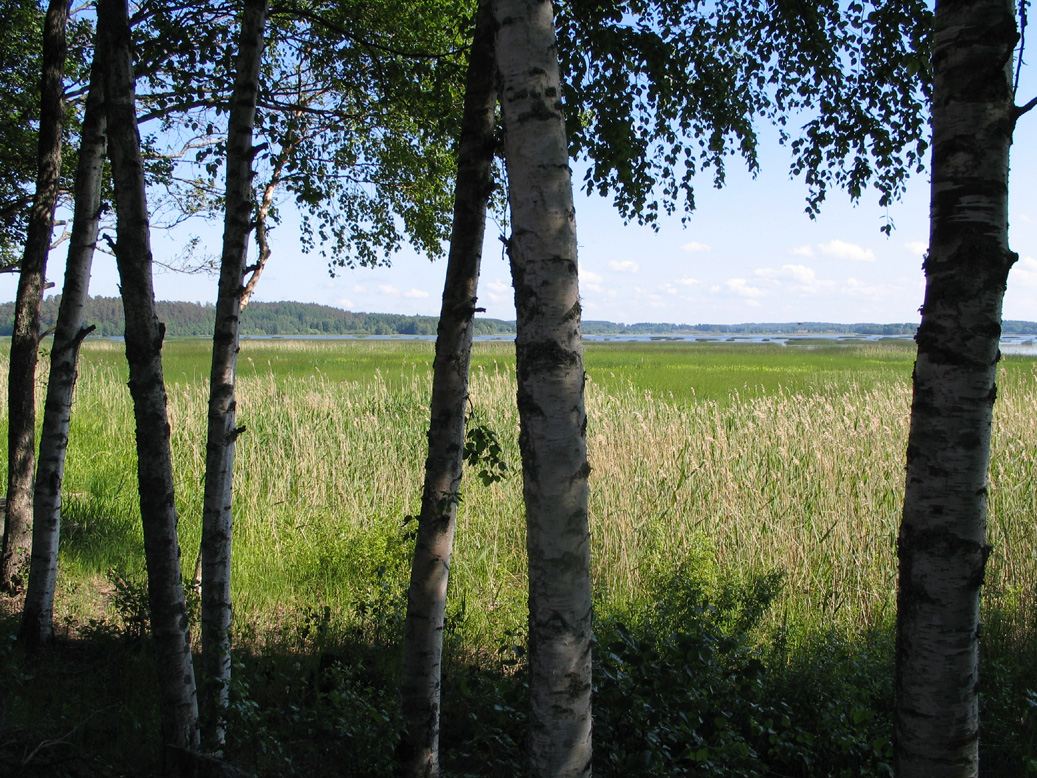
Le lac Kortejärvi à Urjala.
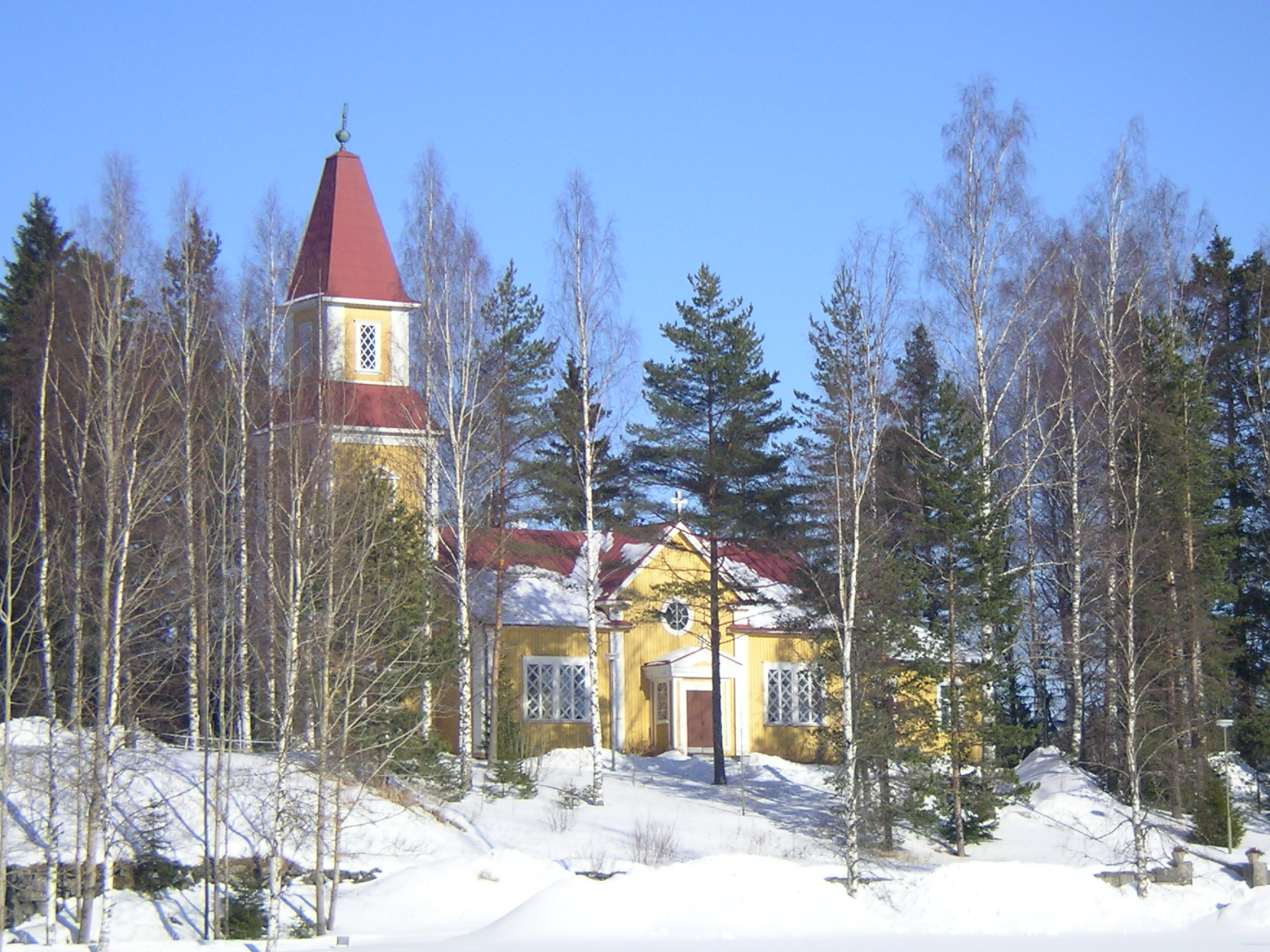
L'église d'Halkivaha.